# بيرني كالفرت
بيرني كالفرت (بالإنجليزية: Bernie Calvert)‏ هو كاتب أغاني وعازف قيثارة أمريكي وبريطاني، ولد في 16 سبتمبر 1942 في Brierfield, Lancashire ‏ في المملكة المتحدة.

## وصلات خارجية
- بيرني كالفرت على موقع الموسوعة البريطانية (الإنجليزية)
- بيرني كالفرت على موقع ميوزك برينز (الإنجليزية)